# ヴァンドーム広場

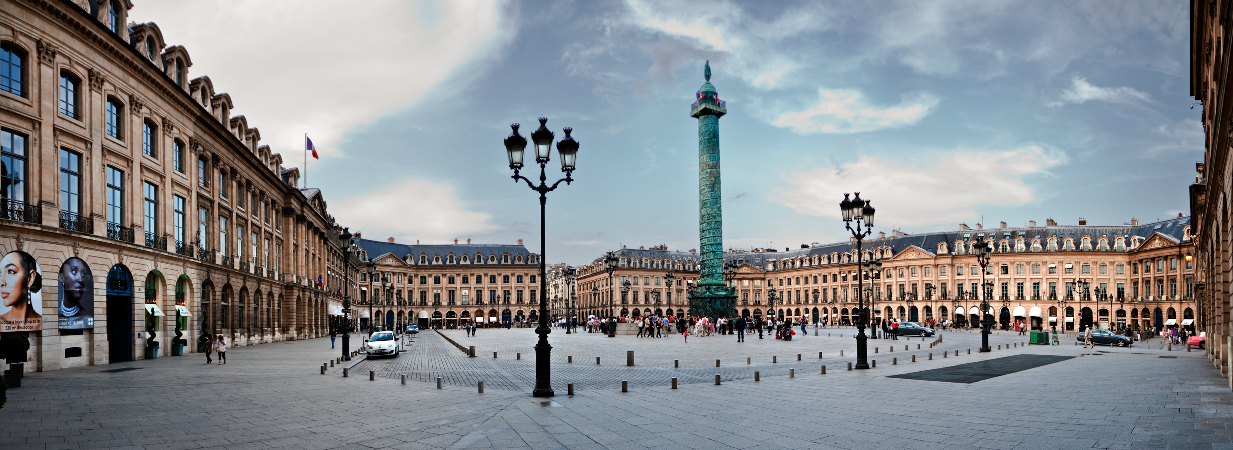
ヴァンドーム広場

ヴァンドーム広場（仏: Place Vendôme）は、パリ1区西側にある四角い広場。旧テュイルリー宮殿の北側、マドレーヌ寺院の東側、それぞれ至近に位置する。
ヴァンドーム広場はラ・ペ通り（Rue de la Paix、「平和通り」の意。界隈は高級ブランド店が並ぶことで有名）の始点でもある。ジュール・アルドゥアン＝マンサールによる規則的な建築と、角のところで斜めになっているペディメントの仕切りとで、長方形のヴァンドーム広場は八角形に見える。
カトリーヌ・ドヌーヴ主演の映画のタイトルにもなっている（『ヴァンドーム広場』 Place Vendôme 1998年 フランス映画）。

## 歴史

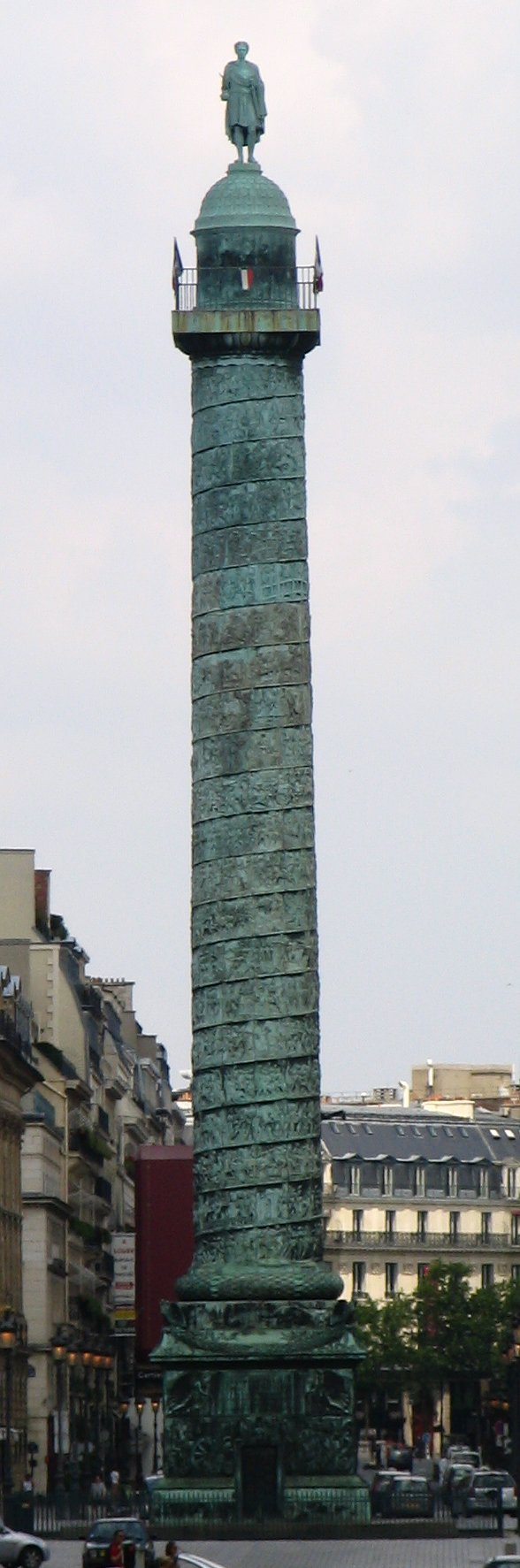
ヴァンドームのオステルリッツ（アウステルリッツ）の記念柱

仮設での使用の後、ヴァンドーム広場は1702年にルイ14世の栄光を称えるために敷設され、「征服広場」（Place des Conquêtes）から「ルイ大王広場」（Place Louis le Grand）へと名前を変えたが、この時期フランスは占領地を失いつつあった。王の騎馬像も、広場の中央に設置された。
ナポレオン1世はアウステルリッツの戦勝を祝賀して、トラヤヌス記念柱を模したコラム（円柱）と自らの像を建てたが、これは現在も広場にある。コラムには浅い浮き彫りを施したブロンズの延べ板が螺旋状に巻きつけられている。この彫刻はピエール＝ノラスク・ベルジェレ（Pierre-Nolasque Bergeret）によるもので、彼のプロパガンダによればブロンズは、ヨーロッパ連合軍から奪い取った大砲を材料にしているという（133もの大砲がアウステルリッツで獲得されたというが、こういった数字は通常かなり誇張されているものである）。
ナポレオン失脚ののち、カエサル姿の皇帝像はコラムの上から降ろされ、そのブロンズはポン・ヌフの上のアンリ4世の騎馬像を作り直すために提供された。七月王政期、ちび伍長姿のナポレオン像がルイ・フィリップ王によって再度掲げられ、第二帝政期、より古典的で堂々とした像がナポレオン3世によって作り直されている。
パリ・コミューン期の1871年、画家クールベは、コラムをばらばらにして再度組み立てるようアンヴァリッドで提案している。クールベは次のように主張した。

ヴァンドーム広場のコラムは記念碑であって芸術的価値に欠けること、過去の王朝の戦争と征服の認識を表現することが恒常化してゆくこと、そしてそれは共和国の感情として許容しがたいこと、これらをかんがみ市民クールベは、国防政府がこのコラムの分解を許可するよう希望する。

この計画は却下されたが、1871年4月12日、"帝権の象徴"を分解することが決議され、5月8日にコラムは倒された。再建の予定はなかったが、ブロンズの延べ板は保存された。アドルフ・ティエール（第三共和制初代大統領）がパリ・コミューンを攻撃した後、立法院ではナポレオン像とコラムの再建が決定された。かつての主張に基づいた代償としてクールベは費用を一部支払うことを余儀なくされ、それにより破産した、あるいはスイスに逃れ破産を免れたと言われる。

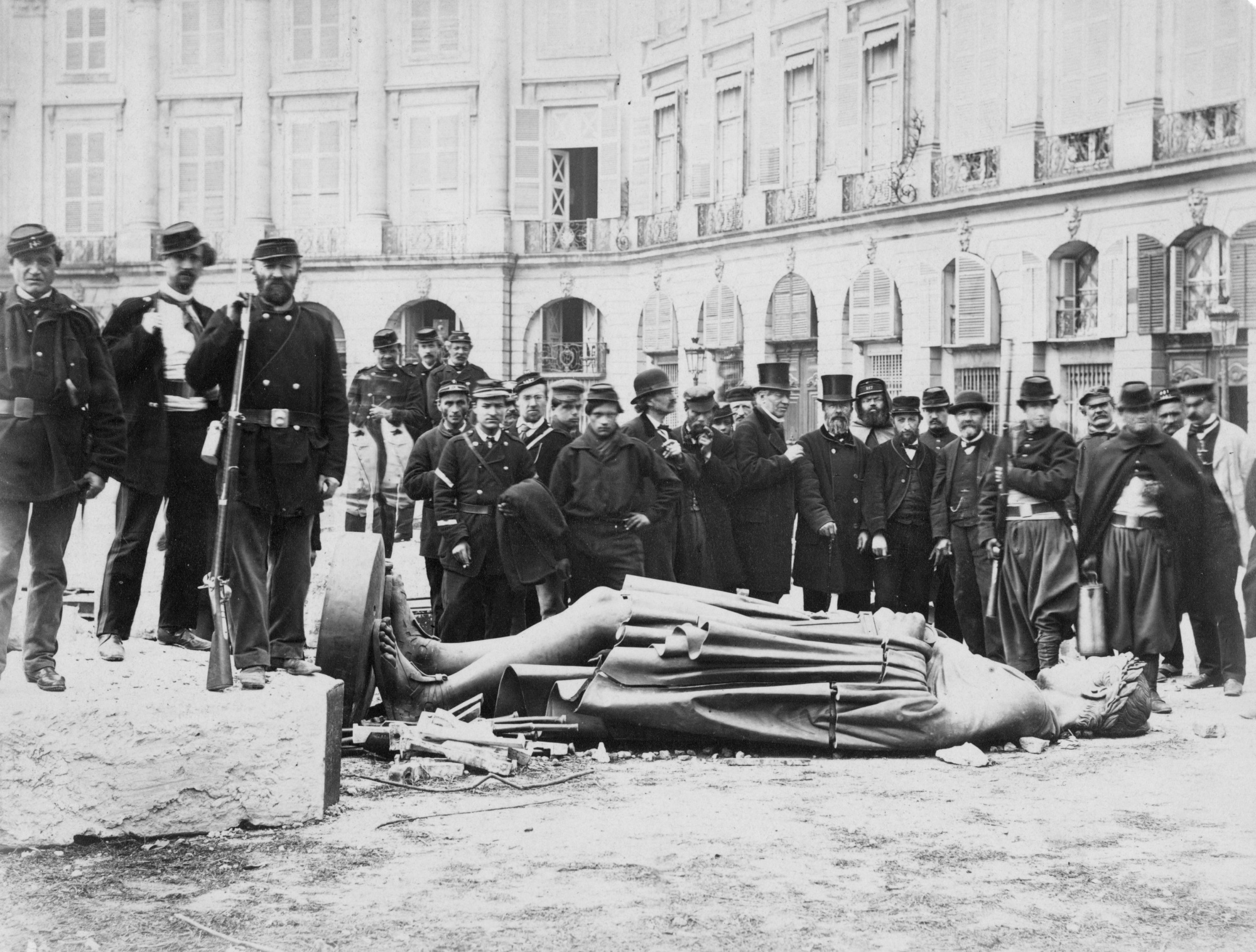
倒されたコラムの像とポーズをとるコミュニスト（1871年）

この四角い場所は以前ヴァンドーム公セザールの館だった。彼はアンリ4世と愛妾ガブリエル・デストレの間に生まれた庶子である。マンサールは、これを建築用地とするつもりで建物と庭園を買い取ったが、この計画は実現しなかった。ルイ14世の陸軍大臣ルーヴォワ侯は土地の一画を買い取って、前の世紀ヴォージュ広場で成功したように、ここにも広場を建設しようと考えた。しかしルーヴォワは財政難に陥り、彼の計画も頓挫した。ルーヴォワの死後、王がその区画を購入した。
王はマンサールに家のデザインを依頼し、それにより広場の周りの区画を購入した人々に、家の正面を広場に向けることに同意させようと考えた。財政が赤字になったとき、実業家のジョン・ローが計画を引き継ぎ、広場に面した一画に自分自身の住居を建てた。1720年までに広場は完成していたが、ちょうどそのころミシシッピ計画が破綻してバブル経済がはじけている。ローは大打撃を受け、何千万ドルにも達する税金を払い戻さなければならなくなった。そのような大金を返済する方法もなく、彼は広場に面した所有地を売らなければならなかった。購入者はコンデ公一族で、フランス革命以降は、故国に戻ってヴァンドームで自分たちの地を再生しようとしていたのだった。
1720年から1797年までの間に、コンデ公一族は広場のほとんどを取得していた。そこにはオテル・リッツ・パリの場所も含まれ、リッツには彼らが現在居住するアパルトマンがある。この土地に一族の館を取り戻したいという意向は、隣接するフランス司法省の敷地を拡張しようという意向に左右される。

## 特徴
四角い広場の長辺の中央、ペディメントの下で、マンサールのコリント式壁柱は途切れ、宮殿のような外観を呈している。
1階のアーケードは外形上粗面積みになっており、ヴォージュ広場のような通行できるアーケードにはなっていない。広場につながっていたのは当初は1本の道だけだったので、例年のフェア開催のとき以外は貴族的な静けさを保っていた。
それからナポレオンがRue de la Paix (平和通り)を開通させ、20世紀には広場の通行量は大きなものになっている。
ヴァンドーム広場はファッショナブルでデラックスなホテル群で有名である。「ザ・リッツ」ことオテル・リッツ・パリ、パーク・ハイアット・ヴァンドーム、エドワード7世も常連だったブリストルは現在はオテル・ド・ヴァンドームとなっている。多くの著名な服飾デザイナーがヴァンドーム広場にサロンを開いている。1718年以降、フランス司法省(別名「Chancellerie」)が11番地と13番地に広場の反対側、14番地には投資銀行のJPモルガン・チェースのパリ支店が入っている。

## 有名な居住者
- ショパン（1810年 - 1849年）
  - ポーランドの作曲家。no 12, Place Vendôme. およそ10年間同棲したジョルジュ・サンドと別離のすぐ後、この地で死去。
- カスティリオーネ伯爵夫人ヴィルジニア・オルドイーニ（1837年 - 1899年）
  - イタリア出身。ナポレオン3世の愛妾、スパイ。no 26, Place Vendôme. 1880年代から居住。1893年から亡くなる1899年まで至近カンボン通り   no 14 , Rue Cambon.
- ココ・シャネル（ファッションデザイナー、シャネル創業者）
  - ヴァンドーム広場にあるオテル・リッツ・パリに居住した。
- エルザ・スキャパレッリ（ファッションデザイナー）
  - イタリア出身。ココ・シャネルの対をいく、プラダと方向性が似るデザイナー。シュルレアリスム、アヴァンギャルドで「ショッキング・ピンク (Rose shocking)」 生みの親。1925年以降、2区ラ・ペ通り4番地に1号店を開店してから伸し、数年後、ルイーズ・シェルイ (Louise Chéruit) のメゾンだったヴァンドーム広場21番地に居住、かつ500人の従業員を擁すメゾンを移動。1954年、財政難で閉鎖。

## 広場界隈にある著名店
ラ・ペ通り（平和通り）は、ヴァンドーム広場の北側から、9区オペラ広場まで走る通り。主にジュエリー&時計のラグジュアリーブランドが軒を連ねる。カルティエ本店のほかピアジェ、ダンヒル、ティファニー、ブルガリ、コンコルド広場ロワイヤル通り発祥のフレッド、1972年創業の新進ジュエリーブランドポワレなどが店を構える。また、サントノレ通りは、同広場の南側、1区内を東西に走る通り。同通りを基点に界隈を高級ブランドの本店等が軒を連ねる。2017年10月から、サントノーレ通り側ヴァンドーム広場2番地にジュエリー中心のメゾン・ルイ・ヴィトン・ヴァンドームが店舗を構え、同1番地にはショパールブティックがある。
ヴァンドーム広場にある主なラグジュアリーブランドの本店にはブレゲがあり、同広場に博物館もある。また、通称"グランサンク"と（日本国内のみで）呼ばれることもある5つの高級ブランド宝石商の本店も同広場に集まっている。
このうち、ヴァンドーム広場に最初に店を構えたのは1893年のブシュロン。そして1898年に(ラ・ペ通りの)カルティエ、1902年にショーメ、1906年にヴァンクリーフ&アーペル･･と続いた。1997年にはシャネルがジュエリー&時計専門店として出店しているが、かつて同広場に居住していたココ・シャネルは、同広場の形状からシャネルNo.5のボトルのインスピレーションを受けたとのこと。
他に、1838年に創業し1877年以来ヴァンドーム広場に店舗を構える、世界最古のオーダーメイドシャツ等で知られるシャルベ (fr) があり、香水のゲランは1842年からラ・ペ通り15番地に本店、1935年にヴァンドーム広場界隈に店舗を構えていた。1885年にヴァンドーム広場のジュエリーブランドから始まった、高級クリスタルガラスのラリックは、1935年からコンコルド広場ロワイヤル通り11番地にある。

### グランサンクの一覧
- メレリオ・ディ・メレー（フランス語版）
  - イタリア由来の宝石商。マリー・アントワネットら、フランス王室が顧客だった。
- ショーメ（フランス語版）
  - 同広場12番地にある。古くはマリー・アントワネット、ナポレオン・ボナパルト、ジョゼフィーヌ、マリー・ルイーズ・ドートリッシュ、ベリー公爵夫人マリー・カロリーヌ、マチルド・ボナパルトらが顧客だった。ティアラの着用が欧州王室礼装の習慣になったのは、"帝政スタイル"を創り出したジョゼフィーヌからだとされているが、ショーメに作らせた当人のティアラは、後年グレース・ケリーやヴィクトリア女皇太子らに受け継がれている[6]。ショーメのティアラや時計など宝飾品自体は、19世紀のアール・ヌーヴォーや日本美術 (ジャポニスム) からインスピレーションを受けている[7]。
- モーブッサン
- ブシュロン
- ヴァンクリーフ&アーペル